# 哈哈镜花缘
《哈哈镜花缘》是中國中央電視台動畫部根据清朝李汝珍神怪小說《镜花缘》改编的动画，导演蔡志军，共13集、每集22分钟，1994年中國中央電視台首播。与原著相比，「哈哈鏡」三字暗示动画的剧情更为夸张、荒诞和幽默。台灣播映權由首華卡通頻道獨家取得。

## 剧情简介
唐朝有个女人（即武则天）废了当朝皇上，自己当了中国历史上第一个女皇帝。徐敬业、骆宾王起兵反叛，结果兵败咸阳。有个名叫唐敖的秀才，考取了探花，却因和叛军首领是拜把兄弟，功名被革去，险招杀身之祸。唐敖无奈之下，随林之洋出海远洋，途中见识到了君子国、犬封国、聂耳国等若干光怪离奇的国家及其风土人情。